# القضاء البحريني
القضاء في مملكة البحرين: النظام والتشريعات والاستقلالية
🔹 مقدمة
يعد القضاء البحريني أحد أهم أركان الدولة، حيث يُكرّس مبدأ **سيادة القانون واستقلال السلطة القضائية** وفقًا للدستور البحريني وميثاق العمل الوطني. يتمتع القضاء في البحرين بنظام قانوني متطور يستند إلى القوانين الوضعية والشريعة الإسلامية، مما يحقق العدالة ويحفظ الحقوق للأفراد والمؤسسات.
```
سنستعرض هيكل النظام القضائي البحريني، المحاكم المختلفة، استقلال القضاء، النيابة العامة، والمحاكم المتخصصة، بالإضافة إلى دورالمجلس الأعلى للقضاء في تنظيم العمل القضائي.
```

🔹 النظام القضائي في البحرين
يتميز النظام القضائي في البحرين بأنه يتكون من **عدة درجات من المحاكم**، مما يضمن تعدد مستويات التقاضي وإمكانية الطعن على الأحكام لضمان تحقيق العدالة.
📌 درجات التقاضي في البحرين
يتكون النظام القضائي من ثلاث درجات رئيسية:
1️⃣ المحاكم الابتدائية
تمثل **الدرجة الأولى** في القضاء البحريني، وتنظر في القضايا لأول مرة.
تشمل القضايا **المدنية، التجارية، الجنائية، والشرعية**.
يتم الفصل فيها وفقًا للقوانين البحرينية وأحكام الشريعة الإسلامية في المسائل الأسرية.
2️⃣ محاكم الاستئناف
تنظر في الطعون المقدمة ضد الأحكام الصادرة عن المحاكم الابتدائية وتشمل:
- محكمة الاستئناف العليا المدنية** (للقضايا المدنية والتجارية)

- محكمة الاستئناف العليا الجنائية** (للقضايا الجنائية)

- محكمة الاستئناف العليا الشرعية** (للقضايا الأسرية)

3️⃣ محكمة التمييز
🔹 تُعتبر أعلى هيئة قضائية في البحرين.
🔹 تُراجع الأحكام النهائية الصادرة من محاكم الاستئناف، لكنها لا تعيد المحاكمة، بل تراجع **مدى صحة تطبيق القانون** في الأحكام السابقة.

🔹 المحاكم المتخصصة في البحرين:
إلى جانب المحاكم العادية، هناك محاكم متخصصة لضمان العدالة الفعالة في مختلف المجالات، ومنها:
⚖️ المحكمة الدستورية:
✅ تختص بالفصل في **دستورية القوانين** والتشريعات.
✅ يمكنها **إلغاء القوانين** التي تتعارض مع الدستور البحريني.
⚖️ المحاكم العمالية:
✅ تُعنى بالفصل في النزاعات بين **العمال وأصحاب العمل** وفقًا لقانون العمل البحريني.
✅ تسعى إلى تحقيق التوازن بين **حقوق العمال** و**مصلحة أصحاب العمل**.
⚖️ المحاكم التجارية:
✅ تنظر في القضايا المتعلقة بـ **التجارة والاستثمار**، بما في ذلك العقود التجارية والمنازعات بين الشركات.
✅ تهدف إلى تعزيز **بيئة الاستثمار** وضمان نزاهة التعاملات التجارية.
⚖️ المحاكم الشرعية:
✅ تختص بقضايا **الأحوال الشخصية**، مثل الزواج والطلاق والميراث. تُقسم إلى:
- محاكم سنية (لأتباع المذهب السني).  
- محاكم جعفرية (لأتباع المذهب الشيعي).
🔹 استقلال القضاء البحريني
🔹 يُكفل استقلال القضاء البحريني بموجب **الدستور وميثاق العمل الوطني**.
🔹 يتمتع القضاة **بحصانة قانونية** ضد التدخل في عملهم.
🔹 يشرف **المجلس الأعلى للقضاء** على النظام القضائي لضمان الشفافية والاستقلالية.
🛡️ دور المجلس الأعلى للقضاء
🔹 يُشرف على تعيين القضاة وترقياتهم ونقلهم.
🔹 يضمن تنفيذ القوانين بعيدًا عن التأثيرات السياسية أو الإدارية.
🔹 يعمل على تطوير النظام القضائي ورفع كفاءة القضاة والعاملين في المجال القانوني.
🔹 النيابة العامة: دورها ومهامها
🔹 تُعد النيابة العامة جزءًا أساسيًا من النظام القضائي البحريني.
🔹 تختص بـ **التحقيق في الجرائم** ومباشرة **الدعاوى الجنائية**.
🔹 تمثل الدولة أمام المحاكم في القضايا الجنائية لضمان تطبيق القوانين وتحقيق العدالة.
🔹 مبادئ القضاء البحريني
✅ **استقلال القضاء**: لا يجوز لأي سلطة التدخل في الأحكام القضائية.
✅ **حق التقاضي مكفول**: يمكن لكل فرد اللجوء إلى القضاء للدفاع عن حقوقه.
✅ **العدالة والمساواة**: تطبق القوانين على الجميع دون تمييز.
✅ **الشفافية**: تعقد الجلسات علنًا، إلا في القضايا التي تتطلب السرية لحماية الخصوصية.
🔹 كيفية الاطلاع على القوانين والأحكام في البحرين
💻 يمكن الاطلاع على القوانين والتشريعات عبر المواقع الرسمية مثل:
🔹 **المجلس الأعلى للقضاء**:
🔹 **البوابة الوطنية للحكومة الإلكترونية**:
🔹 **وزارة العدل والشؤون الإسلامية والأوقاف**:
🔹 خاتمة
يُعد القضاء البحريني نموذجًا متطورًا في المنطقة، حيث يجمع بين العدالة، الاستقلالية، والشفافية. من خلال نظامه متعدد الدرجات والمحاكم المتخصصة، يضمن حماية الحقوق وتحقيق سيادة القانون. كما أن وجود المحكمة الدستورية، المجلس الأعلى للقضاء، والنيابة العامة يعزز من نزاهة النظام القضائي، مما يجعل البحرين دولة رائدة في تطوير مؤسساتها القانونية.